# FA WSL 2017-18
FA WSL 2017-18 var den syvende udgave af FA WSL siden ligaen blev etableret i 2010. Dette var første gang, at WSL sæsonen kørte som en vinterliga. Ligaen startede i september 2017 og sluttede i maj 2018. Ti hold konkurrerede i begge afdelinger af ligaen, WSL 1 og WSL 2.

## Hold
Efter at Notts County Ladies gik fallit kort tid før Spring Series, blev de ti klubber fra WSL2 opfordret til at ansøge om en plads i WSL1 2017-18 sæsonen. To hold, mestrene Everton og toeren Doncaster Rovers, søgte. Den 9. juni 2017, fik Everton tildelt pladsen.
WSL 1
| Hold            | Placering            | Hjemmebane              | Kapacitet | 2016 sæsonen | Spring Series |
| --------------- | -------------------- | ----------------------- | --------- | ------------ | ------------- |
| Arsenal         | Borehamwood          | Meadow Park             | 4.502     | 3.           | 3.            |
| Birmingham City | Solihull             | Damson Park             | 3.050     | 5.           | 7.            |
| Bristol City    | Filton               | Stoke Gifford Stadium   | 1.500     | 2., WSL 2    | 8.            |
| Chelsea         | Kingston upon Thames | Kingsmeadow             | 4.850     | 2.           | 1.            |
| Everton         | Widnes               | Select Security Stadium | 13.350    | 3., WSL 2    | 1., WSL2      |
| Liverpool       | Widnes               | Select Security Stadium | 13.350    | 4.           | 4.            |
| Manchester City | Manchester           | Academy Stadium         | 7.000     | 1.           | 2.            |
| Reading         | High Wycombe         | Adams Park              | 9.617     | 8.           | 6.            |
| Sunderland      | Hetton-le-Hole       | The Hetton Centre       | 2.500     | 7.           | 5.            |
| Yeovil Town     | Yeovil               | Huish Park              | 9.565     | 1., WSL 2    | 9.            |

WSL 2
| Hold                    | Placering     | Hjemmebane               | Kapacitet | 2016 sæsonen    | Spring Series |
| ----------------------- | ------------- | ------------------------ | --------- | --------------- | ------------- |
| Aston Villa             | Tamworth      | The Lamb Ground          | 4.000     | 7.              | 4.            |
| Brighton & Hove Albion  | Lancing       | Culver Road              | 2.000     | 1., 2015–16 WPL | 6.            |
| Doncaster Rovers Belles | Doncaster     | Keepmoat Stadium         | 15.231    | 9., WSL 1       | 2.            |
| Durham                  | Durham        | New Ferens Park          | 3.000     | 4.              | 5.            |
| London Bees             | Canons Park   | The Hive Stadium         | 5.176     | 6.              | 7.            |
| Millwall Lionesses      | Bermondsey    | St. Paul's Sports Ground | 2.500     | 8.              | 3.            |
| Oxford United           | Marston       | Court Place Farm         | 3.200     | 9.              | 10.           |
| Sheffield               | Dronfield     | Coach and Horses         | 2.000     | 5.              | 9.            |
| Tottenham Hotspur       | Cheshunt      | The Stadium              | 3.000     | 1., 2016–17 WPL | n/a           |
| Watford                 | Kings Langley | Global Metcorp Stadium   | 1.000     | 10.             | 8.            |

## WSL 1
| Pos | Hold            | K  | V  | U | T  | M+ | M- | MF  | P  | Kvalifikation                                                       |
| --- | --------------- | -- | -- | - | -- | -- | -- | --- | -- | ------------------------------------------------------------------- |
| 1   | Chelsea         | 18 | 13 | 5 | 0  | 44 | 13 | +31 | 44 | Kvalifikation til Champions League                                  |
| 2   | Manchester City | 18 | 12 | 2 | 4  | 51 | 17 | +34 | 38 | Kvalifikation til Champions League                                  |
| 3   | Arsenal         | 18 | 11 | 4 | 3  | 38 | 18 | +20 | 37 |                                                                     |
| 4   | Reading         | 18 | 9  | 5 | 4  | 40 | 18 | +22 | 32 |                                                                     |
| 5   | Birmingham City | 18 | 9  | 3 | 6  | 30 | 18 | +12 | 30 |                                                                     |
| 6   | Liverpool       | 18 | 9  | 1 | 8  | 30 | 27 | +3  | 28 |                                                                     |
| 7   | Sunderland      | 18 | 5  | 1 | 12 | 15 | 40 | −25 | 16 | Søgte ikke om en licens, rykkede ned til FA Women's National League |
| 8   | Bristol City    | 18 | 5  | 1 | 12 | 13 | 47 | −34 | 16 |                                                                     |
| 9   | Everton         | 18 | 4  | 2 | 12 | 19 | 30 | −11 | 14 |                                                                     |
| 10  | Yeovil Town     | 18 | 0  | 2 | 16 | 2  | 54 | −52 | 2  |                                                                     |

### Topscorere
Oversigten er opdateret til og med 20. maj 2018.
| Nr. | Spiller             | Hold            | Mål |
| --- | ------------------- | --------------- | --- |
| 1   | Ellen White         | Birmingham City | 15  |
| 2   | Nikita Parris       | Manchester City | 11  |
| 3   | Beth England        | Liverpool       | 10  |
| 4   | Remi Allen          | Reading         | 9   |
| 4   | Isobel Christiansen | Manchester City | 9   |
| 6   | Brooke Chaplen      | Reading         | 8   |
| 6   | Fran Kirby          | Chelsea         | 8   |
| 6   | Beth Mead           | Arsenal         | 8   |

## WSL 2
| Pos | Hold                       | K  | V  | U | T  | M+ | M- | MF  | P  | Oprykning                                                                           |
| --- | -------------------------- | -- | -- | - | -- | -- | -- | --- | -- | ----------------------------------------------------------------------------------- |
| 1   | Doncaster Rovers Belles    | 18 | 15 | 2 | 1  | 52 | 15 | +37 | 47 | Fik licens til 2. division men opgav og rykkede ned til FA Women's National League  |
| 2   | Brighton & Hove Albion (P) | 18 | 12 | 1 | 5  | 35 | 26 | +9  | 37 | Fik licens til 1. division                                                          |
| 3   | Millwall Lionesses         | 18 | 12 | 3 | 3  | 40 | 23 | +17 | 36 |                                                                                     |
| 4   | Durham                     | 18 | 11 | 2 | 5  | 44 | 26 | +18 | 35 |                                                                                     |
| 5   | Sheffield                  | 18 | 9  | 1 | 8  | 40 | 31 | +9  | 28 | Fik licens til 2. division men opgav og rykkede ned til FA Women's National League  |
| 6   | London Bees                | 18 | 6  | 5 | 7  | 29 | 32 | −3  | 23 |                                                                                     |
| 7   | Tottenham Hotspur          | 18 | 6  | 4 | 8  | 32 | 34 | −2  | 22 |                                                                                     |
| 8   | Oxford United              | 18 | 3  | 3 | 12 | 24 | 41 | −17 | 12 | Mislykkedes at beholde licens 2. division, nedrykket til FA Women's National League |
| 9   | Aston Villa                | 18 | 3  | 2 | 13 | 21 | 40 | −19 | 11 |                                                                                     |
| 10  | Watford                    | 18 | 1  | 1 | 16 | 8  | 57 | −49 | 4  | Mislykkedes at beholde licens 2. division, nedrykket til FA Women's National League |

1. ↑  Millwall Lionesses fik frataget tre points for at bruge en ulovlig spiller i deres første kamp i sæsonen mod Watford.[6]

### Topscorere
Oversigten er opdateret til og med 20. maj 2018.
| Nr. | Spiller           | Hold                    | Mål |
| --- | ----------------- | ----------------------- | --- |
| 1   | Jessica Sigsworth | Doncaster Rovers Belles | 15  |
| 2   | Melissa Johnson   | Sheffield F.C. Ladies   | 12  |
| 3   | Kirsty Hanson     | Doncaster Rovers Belles | 11  |
| 3   | Beth Hepple       | Durham W.F.C.           | 11  |
| 5   | Charlotte Devlin  | Millwall Lionesses      | 9   |